# Sartirana Lomellina

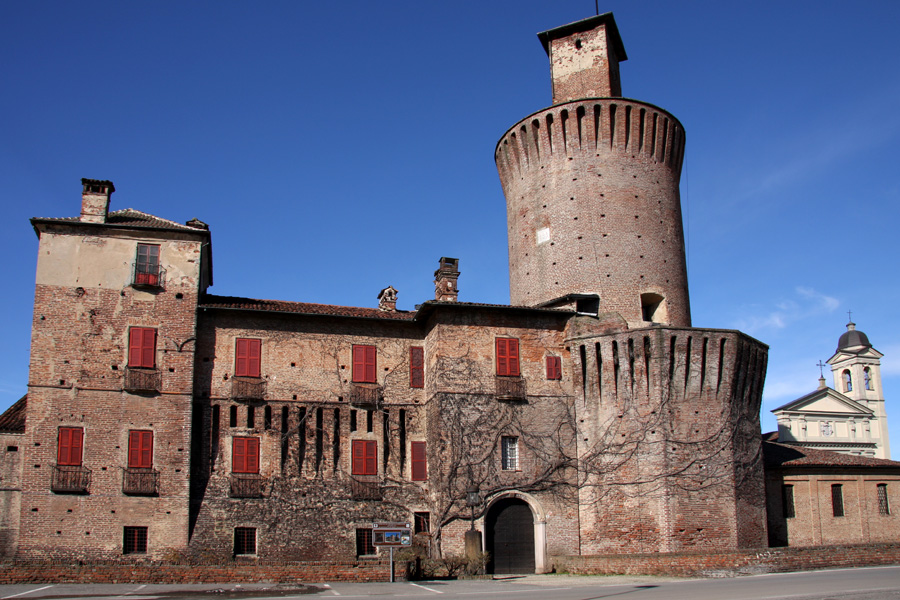
Die Burg von Sartirana Lomellina

Sartirana Lomellina ist eine norditalienische Gemeinde (comune) mit 1498 Einwohnern (Stand 31. Dezember 2023) in der Provinz Pavia in der Lombardei. Die Gemeinde liegt etwa 39 Kilometer westsüdwestlich von Pavia in der Lomellina und grenzt unmittelbar an die Provinz Alessandria (Piemont). Der Po fließt westlich der Gemeinde. 

## Gemeindepartnerschaft
Sartirana Lomellina unterhält eine Partnerschaft mit der französischen Gemeinde Blainville-sur-Orne im Département Calvados.

## Verkehr
Durch die Gemeinde führt die ehemalige Staatsstraße 494 von Mailand nach Alessandria. Der Bahnhof der Gemeinde liegt an der Bahnstrecke Alessandria–Novara–Arona.

## Persönlichkeiten
- Francesco Pianzola (1881–1943), Priester